# Allt an Inbhir

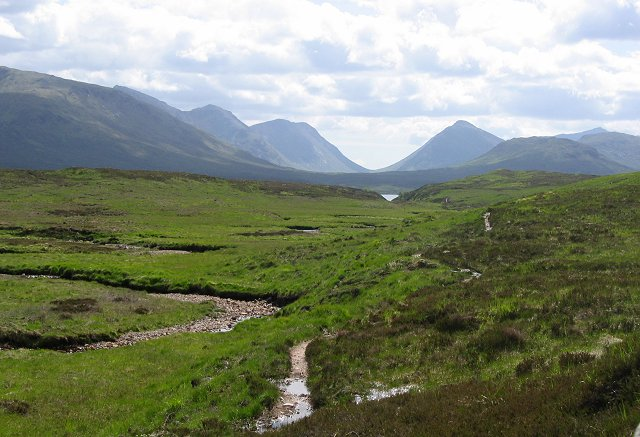
Allt an Inbhir

Das Souterrain von Allt an Inbhir (auch Allt Nan Inbhir genannt) liegt an der südlichen Seite des Baches Allt an Inbhir, etwa 10,0 m vom Bach und 70,0 m von der Straße, südöstlich von Letterfearn am Loch Duich in den schottischen Highlands. Bei den Souterrains wird grundsätzlich zwischen „rock-cut“, „earth-cut“, „stone built“ und „mixed“ Souterrains unterschieden.
Die Canmore-Datenbank erklärt, dass es dem Archäologen R. B. Gourlay 1985 wegen der dichten Farnbedeckung nicht gelang, das zuletzt 1910 besuchte Souterrain ausfindig zu machen. Es wurde mit Hilfe von Donald Campbell, der sein Leben in Letterfearn verbracht hat, wiedergefunden, war aber nicht begehbar, so dass über die innere Struktur nichts bekannt ist. Campbell berichtete, dass die Kinder des Dorfes in den 1940er und 1950er Jahren etwa 5,0 m ins Souterrain kriechen konnten. Die alten Männer des Dorfes sollen in ihrer Jugend noch weiter eingedrungen sein. Der Eingang wurde vom lokalen Bauern blockiert, weil sich Schafe im Inneren festgesetzt hatten. Die Struktur ist Nord-Süd orientiert; der Eingang liegt am nördlichen Ende.